# Leptataspis hendersoni
Leptataspis hendersoni är en insektsart som beskrevs av Victor Lallemand 1930. Leptataspis hendersoni ingår i släktet Leptataspis och familjen spottstritar. Inga underarter finns listade i Catalogue of Life.